# .tw
.tw — национальным доменом верхнего уровня для Китайской Республики. Соответствующие IDN-домены — .台灣 (xn--kpry57d) и .台湾 (xn--kprw13d).
Для регистрации так же доступны домены второго и третьего уровня:
- .tw: основной домен;
- edu.tw: для образовательных учреждений;
- gov.tw: для государственных учреждений;
- mil.tw: для военных учреждений;
- com.tw: для коммерческих фирм;
- net.tw: для использования в построении сетей и телекоммуникаций;
- org.tw: для некоммерческих фирм;
- idv.tw: для физических лиц;

Традиционный суффикс .台灣 активно используется.
.台湾 является вторым упрощённым национальным ДВУ для Тайваня. В ноябре 2019 года (и по крайней мере с ноября 2015) упрощенный суффикс является псевдонимом DNAME для традиционного суффикса: любой субдомен традиционного ДВУ .台灣 (xn--kpry57d) автоматически получает псевдоним CNAME из упрощенного ДВУ (xn--kprw13d).